# Distretto di Ėrdėnė (Tôv)
Il distretto di Ėrdėnė  è uno dei ventisette distretti (sum) in cui è suddivisa la provincia del Tôv, in Mongolia. Conta una popolazione di 3.607 abitanti (censimento 2007). 